# Система Мак-Магона
Система Мак-Магона — система проведения спортивных турниров, применяемая в основном в соревнованиях по интеллектуальным играм. Является дополненным вариантом швейцарской системы. Разработана нью-йоркским программистом и игроком в го Ли Мак-Магоном. Широко применяется на массовых го-турнирах в Европе (в том числе и России) и Америке.

## Условия применения
Система Мак-Магона применяется при проведении турниров, в которых все участники имеют заранее известный рейтинг, отражающий уровень их мастерства. Прочие условия те же, что в швейцарской системе. Количество проводимых туров меньше, чем в швейцарской системе для того же количества игроков, на число первоначально выделенных групп (см. ниже). Наиболее эффективно применение этой системы, когда в турнире участвует несколько десятков игроков или более, причём их рейтинги варьируются в широких пределах, то есть разница в уровне мастерства между сильнейшими и слабейшими очень велика.

## Общие принципы
Система Мак-Магона пытается исправить один из известных недостатков швейцарской системы — проведение в первых турах игр между заведомо сильным и заведомо слабым противником, результат которых предопределён. В швейцарской системе такие игры неизбежны в силу принципа формирования пар, если в турнире участвуют игроки, уровень которых сильно различается. Подобные игры не интересны ни зрителям, ни самим игрокам и совершенно бессмысленны с точки зрения организации турнира — результат заранее известен, и проведение игры просто затягивает турнир.
Идея системы Мак-Магона проста: поскольку результаты игр сильных игроков против слабых предопределены, можно не играть первые несколько туров, а просто разделить игроков, чтобы все партии шли между близкими по силе, и выдать сильным игрокам соответствующее количество очков за неизбежные победы над слабыми. При этом одновременно убиваются два зайца: исключаются из турнира неинтересные «разгромные» партии и уменьшается число туров, необходимое для выявления победителей.
Если просто делить игроков в первом туре на рейтинговые группы, но не присваивать сильным фиктивные очки за несыгранные партии, то победы в разных рейтинговых группах будут иметь одинаковую ценность (победа в партии игроков с рейтингом Эло 1500 и в партии игроков с рейтингом 2700 окажутся равноценными), в результате победителем в турнире станет не самый сильный, а тот, кто выиграл больше партий у примерно равных соперников, то есть либо самый быстрорастущий игрок (чей официальный рейтинг устаревает и на момент проведения соревнования оказывается ниже реальной силы), либо тот, кто искусственно занизил свой рейтинг. Присвоение дополнительных очков устраняет эту возможность — при равном числе побед игрок с более высоким рейтингом, игравший с более сильными соперниками, получает больше очков и оказывается на более высоком месте.

## Порядок проведения
- В правилах турнира изначально определяется количество групп первого тура и конкретный порядок разбиения участников. Рейтинговая шкала разбивается на участки, и игроки, рейтинг которых оказывается в определённом диапазоне, попадают в соответствующую группу. Игроки с наименьшими рейтингами составляют первую группу, следующего диапазона рейтингов — вторую, и так далее. В отличие от швейцарской системы, количество групп в первом туре может быть довольно велико. Например, в го-турнире LG выделяется более десятка групп.
- Игрокам рейтинговых групп, начиная со второй, без игры насчитываются дополнительные очки: игроки второй группы получают 1 очко, третьей — 2 очка, четвёртой — 3 и так далее. Игроки первой группы не имеют дополнительных очков.
- В первом туре игроки каждой из групп играют между собой, пары составляются по правилам швейцарской системы.
- В последующих турах игра идёт по обычной швейцарской системе, но при выделении очковых групп дополнительные очки, полученные игроками при распределении по рейтингам, учитываются наравне с полученными за реальные игры.
- Места распределяются по итоговому количеству набранных очков, с учётом дополнительных. Для распределения мест игроков, набравших равное количество очков, могут применяться дополнительные показатели, такие как коэффициент Бухгольца.

## Характеристика
Система Мак-Магона при удачно подобранном разбиении на группы по рейтингам позволяет проводить крупные турниры с участием самых разных по силе игроков, одновременно поддерживая справедливое распределение мест и экономя время за счёт сокращения числа партий с заранее предопределённым результатом.
Однако из-за присвоения дополнительных очков по рейтингу эта система обладает определённой инерционностью: быстро растущие игроки могут, отлично сыграв в своих группах и даже выиграв все партии, получить в итоге несправедливо низкое место просто из-за того, что их «входной» рейтинг слишком низок (из-за чего они изначально попадают в слишком слабую для себя рейтинговую группу). Эта проблема тем острее, чем больше рейтинговых групп выделяется на первом туре.
Если число групп равно или меньше половины числа туров, то, формально, каждый игрок имеет шанс занять первое место, но уменьшение числа групп увеличивает разброс между рейтингами игроков в парах и, соответственно, приводит к большему числу игр между несравнимыми по силе соперниками. Кроме того, в «стыковых» играх (между имеющими равное количество очков игроками из разных рейтинговых групп) разница между уровнями соперников также может оказаться достаточно велика. Единственное средство от этого — обеспечение достаточной массовости турнира, чтобы для каждого игрока количество близких по силе соперников превышало количество туров.
Основная проблема системы Мак-Магона, не имеющая до настоящего момента общего решения — выбор конкретных диапазонов значения рейтинга, соответствующих каждой группе. Простейший вариант, такой как равномерное деление всей рейтинговой шкалы на диапазоны, соответствующие группам, приводит к различной реальной разнице в силах сильнейших и слабейших игроков в разных группах. Можно исходить из требования равной вероятности победы сильнейшего над слабейшим во всех рейтинговых группах, но при этом ширина диапазонов рейтинга для разных групп окажется неодинаковой. Отдельного внимания заслуживает выбор самой старшей рейтинговой группы. Если эта группа окажется слишком мала, то часть сильных игроков, реально претендующих на призовые места, получит на одно-два дополнительных очка меньше, то есть, фактически, даст фору самым сильным по рейтингу соперникам. Для исключения этого эффекта старшая группа должна быть достаточно велика, чтобы все претенденты на призовые места оказались в равных условиях, что нарушает общий принцип распределения по вероятностям. При использовании системы Мак-Магона организаторам турнира приходится найти, так или иначе, определённую «золотую середину», в которой в равной степени сглаживаются все отрицательные эффекты системы.

## Использование
Система Мак-Магона широко применяется в турнирах по игре го в России, на Украине, в Белоруссии. Также она широко используется на го-турнирах в Европе и Америке. Её популярность связана с тем, что в таких турнирах, особенно массовых, часто играют одновременно и очень высококвалифицированные игроки, и любители, поэтому проблема партий между несравнимыми по силе соперниками стоит достаточно остро.
В турнирах по сёги система Мак-Магона обычно применяется при достаточно большом числе участников, в варианте с двумя (реже — тремя) группами, чтобы каждый участник имел возможность стать чемпионом, если победит во всех турах.
В игре Magic The Gathering используется в турнирах:
- Grand prix: имеющие определённый рейтинг, 20 pro tour очков, а также победители Grand prix trial получают победу в первых трёх турах, с недостаточным, а также проигравшие GPT — в двух, с ещё более низким — в одном.
- Национальных чемпионатах открытого типа — только три победы.

В данных форматах проводится 12 туров, далее TOP 8.